# 間崎ルリ子
間崎 ルリ子（まさき るりこ、1937年2月 - ）は、日本の児童文学翻訳家、文芸評論家。本姓（夫姓）は"大月"であり、学会への参加や公的な図書館活動は大月 ルリ子（おおつき るりこ）として行っている。神戸市立図書館協議会委員（副会長）を務めた。

## 略歴
長崎県長崎市生まれ1937年2月。1959年慶應義塾大学図書館学科卒業。その後渡米し、ボストンのシモンズ・カレッジ大学院で図書館学を学ぶ。図書館学修士課程修了後、ニューヨーク公共図書館児童室に勤務。1961年帰国後アメリカンスクールの図書館に勤務。1963年に翻訳した『もりのなか』がロングセラーとなる。1968年から2015年まで47年間にわたり、神戸市東灘区で毎週土曜午後1時から5時まで私設の児童図書館（子ども文庫）「鴨の子文庫」を主宰し開いていた。1974年から2006年にかけて東京子ども図書館評議員、理事を歴任。
また、児童文学翻訳家でもあり、40冊ほどに及ぶ数の本を翻訳している。その中でもピーターラビットの本なども翻訳しており幅広い世代に知られている本も翻訳している。

## 鴨の子文庫
兵庫県神戸市東灘区鴨子ケ原に置く子ども文庫である。
鴨の子文庫の蔵書は5000冊近くあり、その約37％を絵本が占めていた。本の貸出のほか、小さい子向け（親から離れて言葉に耳を傾け、楽しめるようになった子どもが対象）と大きな人向け（小学3年生以上が対象）の2回の「おはなしの時間」を、子どもだけが入る部屋（おはなしの部屋）でろうそくの明かりの中で行っていた。

## 著書
- 『ストーリーテリング 現代におけるおはなし』（児童図書館研究会） 1987

### 共編著
- 『学校図書館と児童図書館』（塩見昇共著、雄山閣出版、日本図書館学講座） 1976
- 『たのしい絵本の世界 ブックリスト』（石川晴子, 宮崎豊子共編、風来舎） 1999

## 翻訳
- 『いたずらこねこ』（バーナディン・クック文、レミイ・チャーリップ絵、福音館書店） 1964
- 『アイルランドのむかしばなし』（バージニア・ハビランド再話、福音館書店） 1967
- 『スペインのむかしばなし』（バージニア・ハビランド再話、福音館書店） 1967
- 『みにくいおひめさま』（フィリス・マッギンリー、学習研究社） 1968、のち瑞雲舎
- 『おひとよしだらけ チェコスロバキアの昔話』（啓林館編、文研出版） 1978
- 『ちいさなくも』（ジャン=ルイ・シュバリエ=ボゼ、リュト・アンホフ訳、石川晴子共訳、ブック・ローン出版） 1983
- 『孔雀のパイ 詩集』（ウォルター・デ・ラ・メア詩、エドワード・アーディゾーニ絵、瑞雲舎） 1997
- 『スージーをさがして』（バーナディン・クック、福音館書店） 1997
- 『ハーモニカのめいじんレンティル』（ロバート・マックロスキー、国土社） 2000
- 『すえっこおおかみ』（ラリー・デーン・ブリマー文、ホセ・アルエゴ, アリアンヌ・デューイ絵、あすなろ書房） 2003
- 『あっ おちてくる ふってくる』（ジーン・ジオン文、マーガレット・ブロイ・グレアム絵、あすなろ書房） 2005
- 『でておいで、ねずみくん』（ロバート・クラウス文、ホセ・アルエゴ, アリアンヌ・デューイ絵、アリス館） 2005
- 『ストーリーテリング その心と技』（エリン・グリーン、芦田悦子, 太田典子共訳、こぐま社） 2009
- 『つばさの贈り物 本を通して家族と共に分かち合ったよろこびのかずかず』（アニス・ダフ、大江栄子, 渡邉淑子共訳、京都修学社） 2009
- 『ある子どもの詩の庭で』（ロバート・ルイス・スティーヴンソン、瑞雲舎） 2010
- 『ベンジーのもうふ』（マイラ・ベリー・ブラウン文、ドロシー・マリノ絵、あすなろ書房） 2010
- 『スティーヴィーのこいぬ』（マイラ・ベリー・ブラウン文、ドロシー・マリノ絵、あすなろ書房） 2011

マリー・ホール・エッツ
- 『もりのなか』（マリー・ホール・エッツ、福音館書店） 1963
- 『またもりへ』（マリー・ホール・エッツ、福音館書店） 1969
- 『あるあさ、ぼくは…』（マリー・ホール・エッツ、ペンギン社） 1981
- 『おやすみ、かけす』（マリー・ホール・エッツ、大日本図書） 2008
- 『トプシーとアンガス』（マリー・ホール・エッツ、アリス館） 2008

ドロシー・マリノ
- 『くんちゃんのはじめてのがっこう』（ドロシー・マリノ、ペンギン社） 1982
- 『くんちゃんのはたけしごと』（ドロシー・マリノ、ペンギン社） 1983
- 『くんちゃんのもりのキャンプ』（ドロシー・マリノ、ペンギン社） 1983
- 『くんちゃんはおおいそがし』（ドロシー・マリノ、ペンギン社） 1983
- 『くんちゃんとにじ』（ドロシー・マリノ、ペンギン社） 1984
- 『マイケルとスーザンは一年生』（ドロシー・マリノ、アリス館） 2006

「くまさん」シリーズ
- 『うえきやのくまさん』（フィービとジョーン・ウォージントン、福音館書店） 1987
- 『パンやのくまさん』（フィービとセルビ・ウォージントン、福音館書店） 1987
- 『ゆうびんやのくまさん』（フィービとセルビ・ウォージントン、福音館書店） 1987
- 『ぼくじょうのくまさん』（フィービとジョーン・ウォージントン、童話館出版） 1997

ビアトリクス・ポター
- 『こぶたのピグリン・ブランドのおはなし』（ビアトリクス・ポター、福音館書店、ピーターラビットの絵本） 1988
- 『ずるいねこのおはなし』（ビアトリクス・ポター、福音館書店、ピーターラビットの絵本） 1988
- 『こぶたのロビンソンのおはなし』（ビアトリクス・ポター、福音館書店、ピーターラビットの絵本） 1993
- 『ピーターラビット全おはなし集』（ビアトリクス・ポター、石井桃子, 中川李枝子共訳、福音館書店） 1994

マージョリー・フラック
- 『あひるのピンのぼうけん』（マージョリー・フラック文、クルト・ヴィーゼ絵、瑞雲舎） 1994
- 『ウイリアムのこねこ』（マージョリー・フラック、新風舎） 2005
- 『ベスとアンガス』（マージョリー・フラック、アリス館） 2007